# Centro para o Desenvolvimento Global
O Centro para o Desenvolvimento Global (CDG) (em inglês:  Center for Global Development) é uma usina de ideias (em inglês:  think tanks) sem fins lucrativos baseada em Washington, DC, que se concentra no desenvolvimento internacional. Foi fundada em novembro de 2001 pelos ex-oficiais estadunidenses Edward W. Scott, diretor do Instituto Peterson para Economia Internacional, Fred C. Bergsten, e Nancy Birdsall. Birdsall, a ex-vice-presidente do Banco Interamericano de Desenvolvimento e ex-diretora do Departamento de Pesquisa Política do Banco Mundial, se tornou a primeira presidente do Centro.
A missão declarada do CDG é "reduzir a pobreza global e a desigualdade pela mudança política de incentivo nos Estados Unidos e outros países ricos, através de rigorosa pesquisa e engajamento ativo com a comunidade política." Recentemente, o Think-Tank Foreign Policy Magazine's Index classificou o CDG como uma das 15 melhores usinas de ideias dos Estados Unidos.
O Centro é bem conhecido por liderar programas de alívio da dívida, especialmente na Nigéria e na Libéria. O vice-presidente do CDG, Todd Moss, propôs pela primeira vez o resgate da dívida da Nigéria, o que resultou no Clube de Paris, e os países ricos perdoaram 60% dos US$ 31 bilhões de dívidas.
O CDG também é conhecido por criar o programa chamado compromissos antecipados de mercado para incentivar o desenvolvimento de vacinas para doenças específicas. O G7 aprovou a abordagem e a Fundação Gates e cinco países, doaram US$ 1,5 bilhão para criar uma vacina contra as cepas de pneumonia.
Com a revista Foreign Policy, o CDG produz o Compromisso com o Índice de Desenvolvimento. Gerado anualmente desde 2003, o índice classifica os países com base em sua ajuda estrangeira, o comércio, migração, investimentos, meio ambiente, políticas de segurança e tecnologia para o desenvolvimento global.